# Cora inca
Cora inca – gatunek ważki z rodziny Polythoridae. Występuje na terenie Ameryki Południowej.